# Stephan Tautz

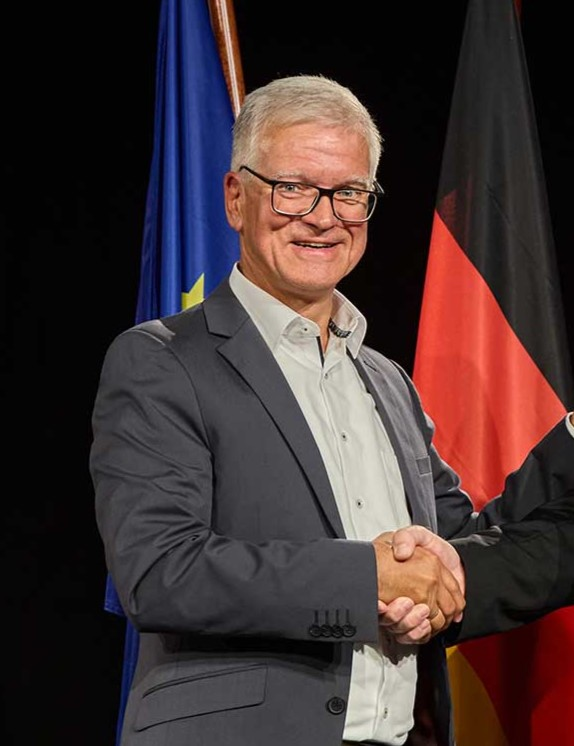
Amtseinführung Oberbürgermeister Stephan Tautz

Stephan Tautz  (* 25. November 1959 in Völklingen) ist seit dem 1. Oktober 2024 Oberbürgermeister der Mittelstadt Völklingen. Von 2019 bis 2024 war er  Ortsvorsteher des Gemeindebezirks Völklingen. Am 23. Juni 2024 wurde Tautz als erster parteiunabhängiger Kandidat im Saarland in einer Stichwahl mit 57,06 % der Stimmen zum  Oberbürgermeister von Völklingen gewählt.

## Ausbildung und Beruf
Stephan Tautz absolvierte eine Ausbildung zum technischen Zeichner bei der Firma DSD Stahlbau. Im selben Unternehmen erweiterte er sein Fachwissen durch verschiedene Weiterbildungen. Nach seiner Zeit als technischer Zeichner wurde er Projektleiter und übernahm die Leitung von Großprojekten im In- und Ausland, darunter in Saudi-Arabien und Kuwait.
Nach seiner Rückkehr nach Deutschland gründete er ein Sportgeschäft, das aufgrund wirtschaftlicher Gegebenheiten später auf den Online-Vertrieb umgestellt wurde. Seit 2018 war er als kaufmännischer Berater tätig und unterstützte Unternehmen bei strategischen Entscheidungen.

## Politik
Im Jahr 2018 gründete er die politische Bürgervereinigung Wir Bürger Völklingen und übernahm deren Vorsitz. Von 2019 bis 2024 war er Ortsvorsteher des Gemeindebezirks Völklingen sowie Mitglied im Völklinger Stadtrat. In der konstituierenden Sitzung des Ortsrates Völklingen wurde Tautz mit 13 Stimmen gegen seinen Mitbewerber gewählt.

## Persönliches
Tautz ist verheiratet und hat zwei Söhne sowie eine Tochter. Sein Sohn Tarik Tautz ist ebenfalls Mitglied des Stadtrats von Völklingen.